# 타이베이 시립미술관

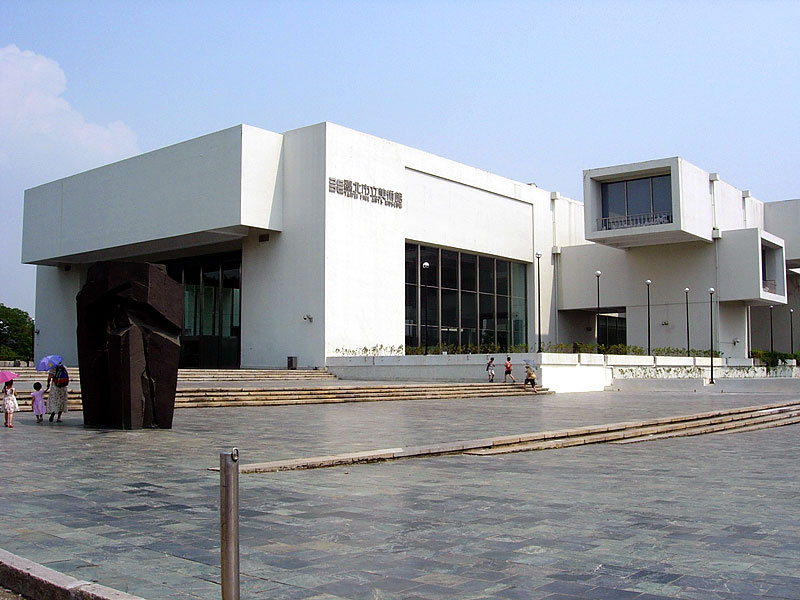
타이베이 시립미술관

타이베이 시립미술관(중국어: 台北市立美術館)은 타이완 타이베이시에 있는 미술관이다.

## 같이 보기
- 국립 타이완 박물관
- 타이베이 이야기관
- 가장 큰 미술관 목록